# شاتندورف
شاتندورف (به آلمانی: Schattendorf) یک منطقهٔ مسکونی در اتریش است که در ناحیه ماترسبورگ واقع شده‌است. شاتندورف ۲٬۴۳۶ نفر جمعیت دارد.